# Debreceni líciumfa
A debreceni líciumfa a debreceni református nagytemplom szomszédságában, az egykor püspöki palotaként funkcionáló épület előtt, a Múzeum utca és a Kálvin tér sarkán álló kis fa, a közönséges ördögcérna (Lycium barbarum, syn.: Lycium halimifolium) növényfaj egy példánya, ami Kálvin téri ördögcérna, Kálvin téri lícium vagy Kálvin téri Lycium néven Debrecenben a helyi jelentőségű védett természeti emlékek egyike; korábban a helyi jelentőségű védett természeti területek közé sorolták.
A 3,5 vagy 4-5 méter magasnak mondott fa a tövéből két vastag ágra osztódik, az elágazás alatt 1,2 méter törzskerületű (másutt csak 0,4 métert írnak), csavarodott törzsű. Habitusa egy 1940-ben készült képeslapon és egy 1965-ben kiadott, Debrecenről szóló útikönyvben található fotón egyaránt eltér a manapság láthatótól.
A debreceni líciumfa több szempontból is különleges és jelentős. Egyrészt botanikai ritkaság, mivel a közönséges ördögcérna példányai általában cserjeméretűvé nőnek meg, és csak nagyon ritkán érik el a fatermetet. Másrészt idős: vannak, akik korát közel 200 évesre becsülik, míg mások szerint már a 18. század közepén elültethették, s eszerint a fa mintegy 250 éves. Harmadrészt egyháztörténeti emléknek számít, valamint legenda is kapcsolódik hozzá. Negyedrészt pedig jelképe a református hit magyarországi meggyökeresedésének, történeti folytonosságának, és a világban szétszórt magyar reformátusságnak.
A líciumfához helyezett szövegtáblán az alábbi olvasható:
| „ | Ennek a fává nőtt iszalagnak a neve Lycium halimifolium, amint a magyar mondja: "ördögcérna" vagy "semfűsemfa". Ebben a növésben természeti ritkaság. A debreceni hagyomány szerint a reformáció lánglelkű apostola, Bálint pap vitázott egy Ambrosius nevű katolikus pappal. A vita hevében Ambrosius letört egy líciumgallyat, és kacagva leszúrta a földbe, mondva: "Akkor lesz ebből a vallásból valami, amikor ez fává nő!" És csakugyan fa lett belőle. A református vallás is Debrecenben lett a legvirágzóbb. A papi lakás, melynek ablakát beárnyékolta, 1764-ben épült Szilágyi Sámuel püspök számára, a Méliusz által lakott plébánia helyén. Az ablak előtt kiskert volt és abban nőtt a lícium. | ” |
|   | |   |

## Története
Debrecenben azt a parókiát, amelyben Méliusz Juhász Péter lakott a 16. században, és amelyben Huszár Gál nyomdája is működött, 1740 körül lebontották. A Méliusz-ház helyére 1764-ben Szilágyi Sámuel püspök számára építették azt a lakást, amelynek kiskertjében nőtt az ördögcérnabokor, és idővel a ház ablakának késő barokk stílusú, Alsómecenzéfett, Ludwig Jakab műhelyében készített vasrácsaira fonódott. A 20. század fordulóján ezt az épületet is lebontották – helyén épült meg 1912-ben a püspöki palota, amit jelenleg lakóépületként használnak –, de a vasrácsot és a ráfonódott líciumfát meghagyták.
1939-ben a fa köré ellipszis alakban 22 cm magas műkőkerítést épített vitéz Poroszlai János szobrász, ennek azonban ma már nincs nyoma.
Az 1956-os forradalom idején, november 4. hajnalán a fiatal Mata János – aki akkor a debreceni egyetem hallgatója volt – és édesanyja szemtanúja volt, hogy az a szovjet harckocsi, amelyik egy sorozatot eresztett a Posta átjáró múzeum felőli oldalára, majdnem kidöntötte a líciumfát: a tank ugyan próbálta kikerülni, de fordulásakor a hátsó sarkával elérte és behorpasztotta az ablakrácsot, a rajta levő zománctáblát, és a fát is kissé elferdítette.
2003-ban geoládát helyeztek el a közelében.
2012-ben „Az év fája” címre jelölték Magyarországon, de a sok fa között nem került a döntőbe.

## Legendája
A líciumfához kapcsolódó református legenda és hagyomány először egészében a debreceni Ferenczy családban fogalmazódott meg. A legenda a líciumfa születését a 16. századba, a reformáció korába helyezi, amikor a reformáció tanait követő Bálint pap és a katolikus Ambróziusz (Ambrosius) kanonok a fa helyén folytatott hitvitát egymással. A hitvita előzménye az volt, hogy a Tisza vidékén is megjelenő reformáció hatására sokan áttértek a katolikus hitről az új hitre, s így tett a debreceni prior, Bálint pap is. Ennek eredményeképp a nagyváradi katolikus püspök a Rómát is megjárt Ambróziusz kanonokot küldte Debrecenbe, hogy nyilvános hitvitával az ottani reformáció híveit visszatérítse a katolikus hitre. A hitvita során a gyülekezet tagjai végül Ambróziusz mellé álltak, kivéve Bálint papot. A gyűlést követően a két pap továbbfolytatta a vitát útközben. Amikor a Paptava nevű mocsaras helyre értek, a vita hevében Ambróziusz egy közeli líciumbokorról letört egy vesszőt, s a földbe szúrta azzal, hogy „Akkor lesz a ti hitetekből valami, ha ez a dudva fává nő.” Erre Bálint azt felelte, hogy „Akkor fa lészen belőle.” A vessző aztán bokorrá, majd fává nőtt, s így a reformáció megerősödését és megszilárdulását szimbolizálja. A legendának azonban nincs hiteles történelmi alapja, mivel a fa kora közel 200-250 év, a hitvita pedig a hagyomány szerint a 16. században, azaz mintegy 470 éve zajlott.

## A művészetben és a tudományban
Zoltai Lajos 1904-ben Az egyháztéri öreg líciumról címmel cikket írt a Debreceni Ujságba (4. évf., 7. sz.), majd 1914-es festményén ábrázolta a líciumfát is azon ház előtt, amit még 1764-ben építettek Szilágyi Sámuel püspök rezidenciájaként, és aminek a helyére került 1912-ben a püspöki palota.
Rapaics Raymund botanikus írt a fáról és a hozzá fűződő legendáról az Öreg fák, ősi legendák című cikkében (1929, Természettudományi Közlöny, 61. évf., 898. sz., 721-735. o.), valamint A magyarság virágai (1932) és a Magyar kertek (1940) című művében.
A debreceni születésű Szabó Magda is megemlíti A holtig haza: Debrecen című művében:
| „                                      | …Vagy apám, vagy anyám állandó magyarázattal kísérte útjainkat, megtanultam a fává növekedett lyciumágacska legendáját, amely a Magyarországon örökre meghonosodó protestantizmust jelképezte, s megjegyeztem, hogy a Füvészkert helyén egykor mocsaras volt a föld, ezért nevezték Pap tavának,… | ” |
| – Szabó Magda: A holtig haza: Debrecen | |   |

Fráter Erzsébet biológus a Mesés növények, növényes mesék (2010) című meséskönyvében ugyancsak leírja a fa legendáját.
Móricz Zsigmond Légy jó mindhalálig c. regényének hatodik fejezetében is felbukkan a líciumfa:
| „                                      | HATODIK FEJEZET amelyben legnevezetesebb, hogy a kisdiák fölfedezi Debrecen egyetlen évszázados történelmi emlékét, amely nem várrom, nem palota, nem márvány és nem érc, hanem egy háromszáz éves gizgaz bokor egy ház ablaka alatt | ” |
| – Móricz Zsigmond: Légy jó mindhalálig | |   |